# سجل إنترنت إقليمي
سجل الإنترنت الإقليمي (بالإنجليزية: Regional Internet registry)‏ هي منظمة تشرف على تسجيل وتعيين أرقام الإنترنت ضمن أقاليم العالم.